# Marula
De marula, maroela of olifantenboom (Sclerocarya birrea) is een plant uit de pruikenboomfamilie (Anacardiaceae). Het is een middelgrote, tweehuizige boom, die hoofdzakelijk voorkomt in de warme en vorstvrije regio's van subequatoriaal Afrika en op Madagaskar.
De vruchten worden gebruikt in de likeur Amarula en in gin (Marula Gin).
Uit de zaden en schillen van de vrucht wordt een olie gewonnen, marula geheten.